# Aleksandr Biełow (metalurg)
Aleksandr Fiodorowicz Biełow (ros. Алекса́ндр Фёдорович Бело́в, ur. 15 kwietnia?/28 kwietnia 1906 w Popowce w guberni smoleńskiej, zm. 24 grudnia 1991 w Moskwie) – radziecki metalurg, jeden z twórców metalurgii lekkich stopów w ZSRR, akademik Akademii Nauk ZSRR (1972), Bohater Pracy Socjalistycznej (1966).

## Życiorys
Od 1922 w Moskwie, ukończył studia na Wydziale Metalurgicznym Moskiewskiej Akademii Górniczej, był technikiem w warsztatach moskiewskiej fabryki lotniczej. Od 1929 kierownik biura, od 1930 kierownik warsztatu w fabryce, od 1932 w WKP(b), 1932–1940 pracował w zakładzie obróbki metali kolorowych, od 1934 kierownik warsztatu, 1931–1935 wykładowca Moskiewskiego Instytutu Lotniczego. Od lipca 1940 zastępca głównego inżyniera, od sierpnia 1941 główny inżynier, od 23 kwietnia 1942 dyrektor Stupińskich Zakładów Metalurgicznych. Kierowane przez niego zakłady przyniosły ZSRR pozycję jednego z wiodących na świecie krajów w produkcji blach ze stopów aluminium. 1952–1953 szef Zarządu Metalurgii Specjalnej Ministerstwa Przemysłu Lotniczego ZSRR, 1961–1986 szef powstałego z jego inicjatywy Wszechzwiązkowego Instytutu Lekkich Stopów. Od 1963 doktor nauk technicznych, od 1966 profesor. Przez wiele lat odpowiadał za współpracę techniczną z krajami RWPG, a także z Francją i Włochami. Brał udział w międzynarodowej konferencji na temat metalurgii próżniowej i tytanu (Japonia, ZSRR i RFN), kierował pracami sekcji 12 Zjazdu Mendelejewskiego. Od 28 listopada 1972 akademik Akademii Nauk ZSRR, od 1973 członek Biura Wydziału Fizykochemii i Technologii Materiałów Nieorganicznych Akademii Nauk ZSRR, kierownik katedry Materiałoznawstwa Lotniczego Moskiewskiego Instytutu Lotniczego, redaktor naczelny i członek kolegiów redakcyjnych biuletynu „Tiechnołogija logkich spławow” (1966), pism: „Izwiestija AN SSSR. Mietałły” (1978) i „Mietałłurgija” (1983), współautor encyklopedii „Fiziczeskaja encykłopiedija” (1988) i „Chimiczeskaja encykłopiedija” (1988). Pochowany na Cmentarzu Trojekurowskim w Moskwie.

## Odznaczenia i nagrody
- Medal Sierp i Młot Bohatera Pracy Socjalistycznej (22 lipca 1966)
- Order Lenina (czterokrotnie - I raz w 1942)
- Order Rewolucji Październikowej
- Order Czerwonego Sztandaru Pracy (pięciokrotnie)
- Order Wojny Ojczyźnianej I klasy
- Order Przyjaźni Narodów
- Nagroda Leninowska (1964)
- Nagroda Stalinowska (trzykrotnie - 1943, 1946 i 1949)

I medale.